# قلعة بونتيفراكت
قلعة بونتيفراكت (بالإنجليزية: Pontefract Castle)‏ قلعة موجودة في بلدة بونتفركت بمدينة ويكفيلد في غرب يوركشاير، وسط إنجلترا. وكان للقلعة أثر كبير خلال الحرب الأهلية الإنجليزية في حرب الوردتين. وشهدت القلعة أحداث عدة منها وضع ريفيرز وابن أخيه ريتشارد غري في سجن القلعة حيث أُعدم لاحقا.

## وصلات خارجية
- Bibliography of sources related to Pontefract Castle
- Bloody Pomfret
- A walk on the wild side
- Visitor Information